# Oreopanax venezuelensis
Oreopanax venezuelensis är en araliaväxtart som beskrevs av Julian Alfred Steyermark. Oreopanax venezuelensis ingår i släktet Oreopanax och familjen Araliaceae. Inga underarter finns listade.